# Atherigona trukensis
Atherigona trukensis är en tvåvingeart som beskrevs av John Otterbein Snyder 1965. Atherigona trukensis ingår i släktet Atherigona och familjen husflugor. Inga underarter finns listade i Catalogue of Life.